# Saint-Léopardin-d'Augy
Pour les articles homonymes, voir Augy.
Saint-Léopardin-d'Augy est une commune française, située dans le département de l'Allier en région Auvergne-Rhône-Alpes.
Ses habitants se nomment les Augyssois et Augyssoises.

## Géographie
La commune est bordée par deux cours d'eau : l'Allier, au nord-est et au nord, qui forme sa limite avec les communes nivernaises de Chantenay-Saint-Imbert et de Livry, et la Burge, à l'est, affluent de l'Allier, qui forme l'essentiel de sa limite avec la commune d'Aubigny.
Ses communes limitrophes sont :
| Le Veurdre | Livry (Nièvre)         | Chantenay-Saint-Imbert (Nièvre) |
| Limoise    | Saint-Léopardin-d'Augy | Aubigny                         |
| Franchesse | Couzon                 |                                 |

### Climat
Pour des articles plus généraux, voir Climat d'Auvergne-Rhône-Alpes et Climat de l'Allier.
En 2010, le climat de la commune est de type climat océanique dégradé des plaines du Centre et du Nord, selon une étude du CNRS s'appuyant sur une série de données couvrant la période 1971-2000. En 2020, Météo-France publie une typologie des climats de la France métropolitaine dans laquelle la commune est exposée à un climat océanique altéré et est dans la région climatique Centre et contreforts nord du Massif Central, caractérisée par un air sec en été et un bon ensoleillement.
Pour la période 1971-2000, la température annuelle moyenne est de 10,7 °C, avec une amplitude thermique annuelle de 15,6 °C. Le cumul annuel moyen de précipitations est de 802 mm, avec 11,6 jours de précipitations en janvier et 7,8 jours en juillet. Pour la période 1991-2020, la température moyenne annuelle observée sur la station météorologique de Météo-France la plus proche, « Bourbon_sapc », sur la commune de Bourbon-l'Archambault à 12 km à vol d'oiseau, est de 11,9 °C et le cumul annuel moyen de précipitations est de 777,2 mm,. Pour l'avenir, les paramètres climatiques de la commune estimés pour 2050 selon différents scénarios d'émission de gaz à effet de serre sont consultables sur un site dédié publié par Météo-France en novembre 2022.

## Urbanisme

### Typologie
Au 1er janvier 2024, Saint-Léopardin-d'Augy est catégorisée commune rurale à habitat dispersé, selon la nouvelle grille communale de densité à 7 niveaux définie par l'Insee en 2022.
Elle est située hors unité urbaine. Par ailleurs la commune fait partie de l'aire d'attraction de Moulins, dont elle est une commune de la couronne,. Cette aire, qui regroupe 64 communes, est catégorisée dans les aires de 50 000 à moins de 200 000 habitants,.

### Occupation des sols

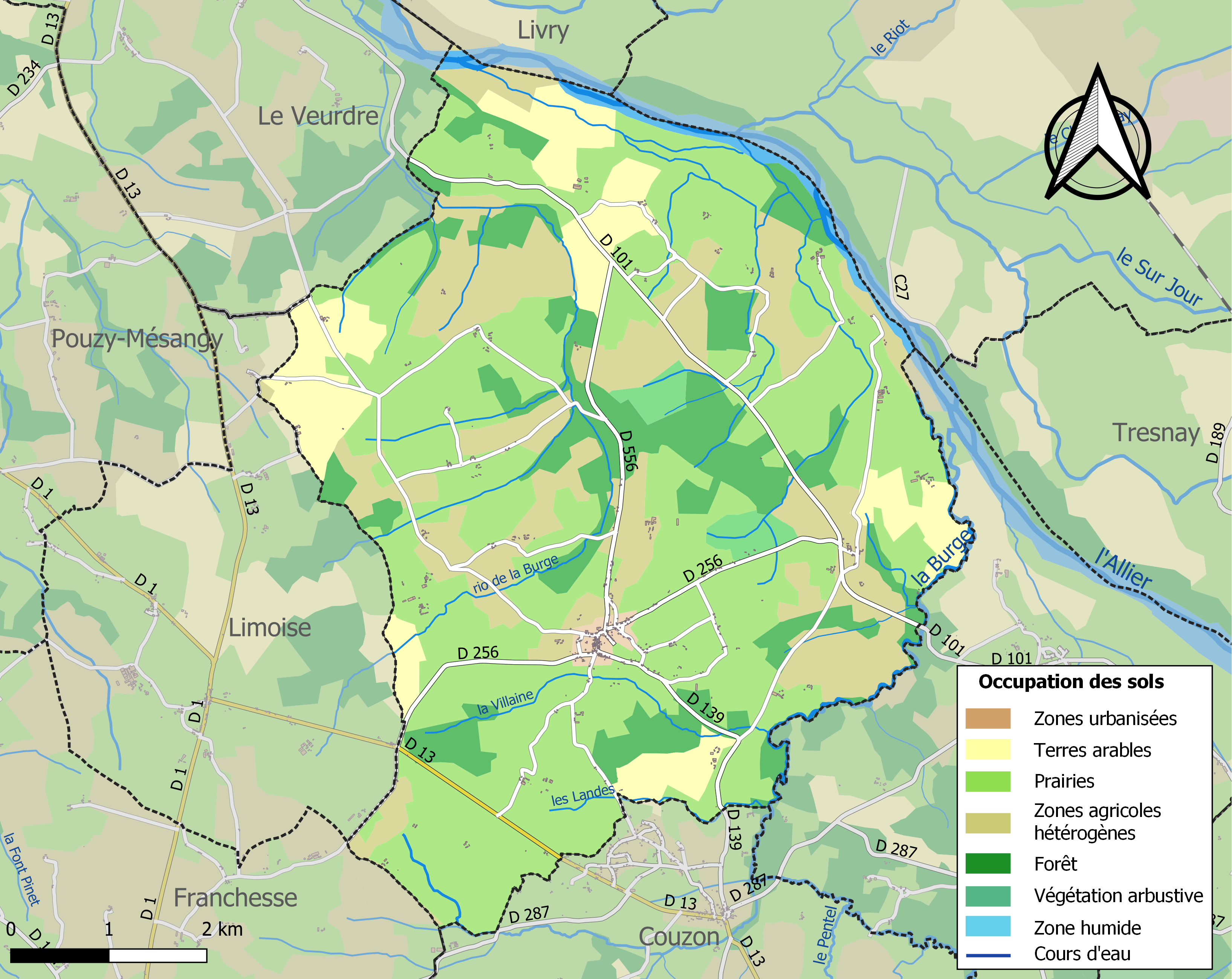
Carte des infrastructures et de l'occupation des sols de la commune en 2018 (CLC).

L'occupation des sols de la commune, telle qu'elle ressort de la base de données européenne d’occupation biophysique des sols Corine Land Cover (CLC), est marquée par l'importance des territoires agricoles (81,8 % en 2018), en diminution par rapport à 1990 (83,3 %). La répartition détaillée en 2018 est la suivante : 
prairies (51,7 %), zones agricoles hétérogènes (20 %), forêts (14,9 %), terres arables (10,1 %), milieux à végétation arbustive et/ou herbacée (1,4 %), eaux continentales (1,2 %), zones urbanisées (0,7 %).
L'IGN met par ailleurs à disposition un outil en ligne permettant de comparer l’évolution dans le temps de l’occupation des sols de la commune (ou de territoires à des échelles différentes). Plusieurs époques sont accessibles sous forme de cartes ou photos aériennes : la carte de Cassini (XVIIIe siècle), la carte d'état-major (1820-1866) et la période actuelle (1950 à aujourd'hui).

## Histoire
La commune résulte de la fusion de deux communes antérieures (issues chacune d'une paroisse de l'Ancien Régime), Saint-Léopardin et Augy, par ordonnance du roi Louis Philippe en date du 18 juin 1843. Ladite commune de Saint-Léopardin porta, pendant la Révolution française, le nom de Vivier.
Le nom de Saint-Léopardin vient de celui d'un ermite, saint Léopardin, dont la vie paraît tout aussi légendaire que celle de saint Menoux. Le prieuré de Saint-Léopardin est construit là où l'ermite aurait vécu.

## Politique et administration
| Période                                  | Période                      | Identité        | Étiquette | Qualité                                                 |
| ---------------------------------------- | ---------------------------- | --------------- | --------- | ------------------------------------------------------- |
| Les données manquantes sont à compléter. |                              |                 |           |                                                         |
| ?                                        | ?                            | Albert Milavaud | PCF       | Conseiller général du canton de Lurcy-Lévis (1945-1951) |
| avant 1981                               | ?                            | Robert Virmoux  | PCF       |                                                         |
| mars 2001                                | mars 2008                    | Roger Mathonat  |           |                                                         |
| mars 2008                                | En cours (au 8 juillet 2020) | Norbert Brunol  | DVD       | Retraité réélu en 2014 et en 2020                       |

## Population et société

### Démographie
L'évolution du nombre d'habitants est connue à travers les recensements de la population effectués dans la commune depuis 1793. Pour les communes de moins de 10 000 habitants, une enquête de recensement portant sur toute la population est réalisée tous les cinq ans, les populations de référence des années intermédiaires étant quant à elles estimées par interpolation ou extrapolation. Pour la commune, le premier recensement exhaustif entrant dans le cadre du nouveau dispositif a été réalisé en 2008.

En 2022, la commune comptait 364 habitants, en évolution de +1,68 % par rapport à 2016 (Allier : −1,38 %, France hors Mayotte : +2,11 %).
| 1793 | 1800 | 1806 | 1821 | 1831 | 1836 | 1841 | 1846 | 1851 |
| ---- | ---- | ---- | ---- | ---- | ---- | ---- | ---- | ---- |
| 600  | 526  | 587  | 686  | 637  | 636  | 866  | 860  | 850  |

| 1856 | 1861 | 1866  | 1872  | 1876  | 1881  | 1886  | 1891  | 1896  |
| ---- | ---- | ----- | ----- | ----- | ----- | ----- | ----- | ----- |
| 875  | 960  | 1 019 | 1 141 | 1 204 | 1 180 | 1 151 | 1 126 | 1 075 |

| 1901  | 1906  | 1911 | 1921 | 1926 | 1931 | 1936 | 1946 | 1954 |
| ----- | ----- | ---- | ---- | ---- | ---- | ---- | ---- | ---- |
| 1 046 | 1 023 | 950  | 807  | 755  | 768  | 766  | 733  | 691  |

| 1962 | 1968 | 1975 | 1982 | 1990 | 1999 | 2006 | 2008 | 2013 |
| ---- | ---- | ---- | ---- | ---- | ---- | ---- | ---- | ---- |
| 629  | 590  | 504  | 436  | 345  | 328  | 357  | 361  | 342  |

| 2018 | 2022 | - | - | - | - | - | - | - |
| ---- | ---- | - | - | - | - | - | - | - |
| 367  | 364  | - | - | - | - | - | - | - |

## Culture locale et patrimoine

### Lieux et monuments

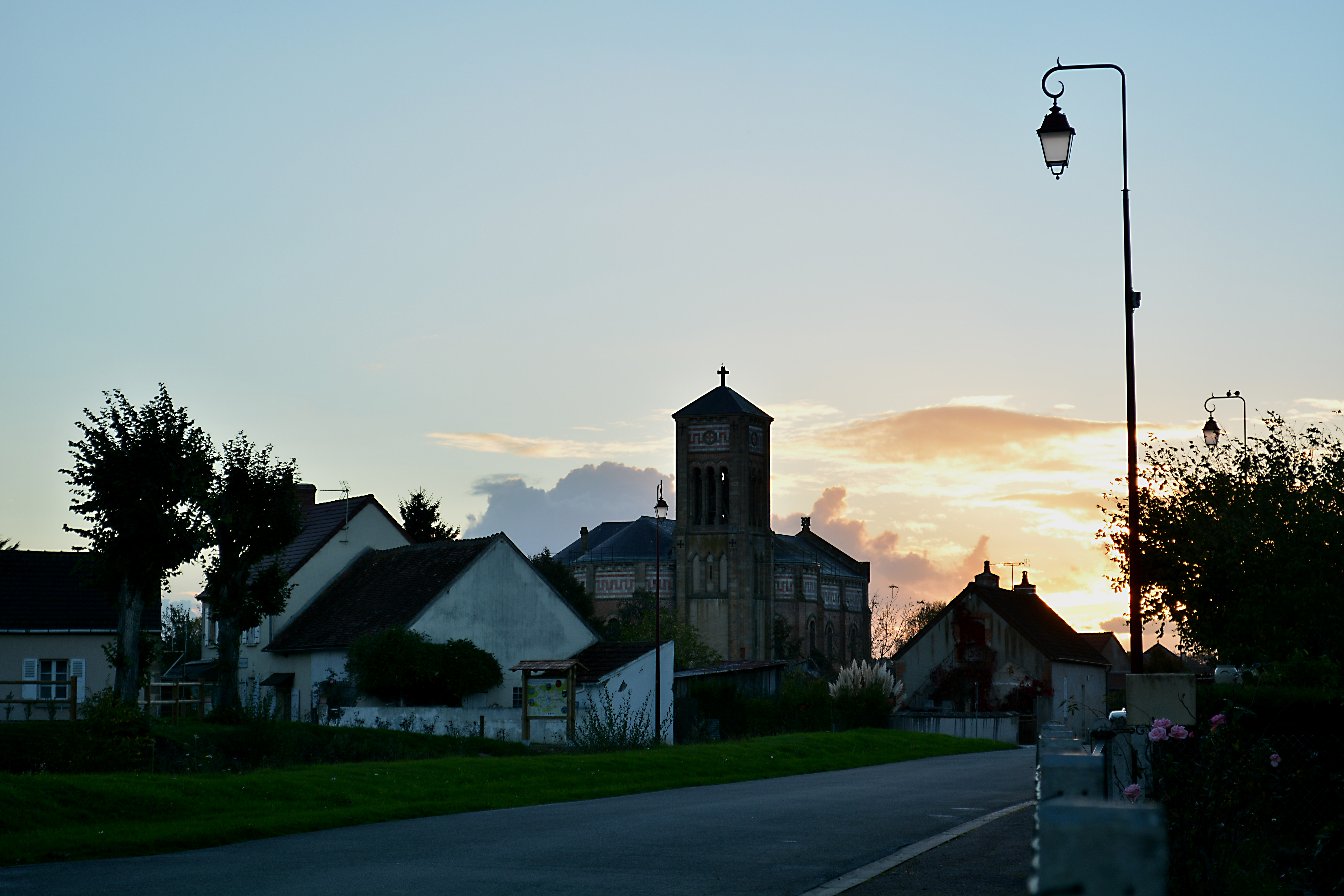
Église Saint-Martin d'Augy.

- Ancienne église Saint-Martin d'Augy, comportant un portail classé monument historique par arrêté du 7 décembre 1961. Ce portail était la porte principale, datant du XIIe siècle, du monastère de Saint-Léopardin, démoli vers 1880, à la construction de la nouvelle église[21].
- Château du Plessis (XVe et XVIIe siècles). Le domaine du Plessis est mentionné pour la première fois en 1323, comme fief et manoir appartenant à Hugues ou Huguenin d'Anlezy. Pierre de Nuchèze (mort le 16 novembre 1702 dans son château du Plessis) fait construire un nouveau corps de logis à la fin du XVIIe siècle.
- Château du Bois (XVIIe et XIXe siècles). Ce petit manoir comporte aussi plusieurs bâtiments d'exploitation.
- Château d'Autry (XIXe siècle). Manoir ou maison bourgeoise construite dans le style néo-gothique.
- L'ancien Prieuré. Les moines l'ont quitté bien avant la Révolution. Les bâtiments ont été remaniés par les différents propriétaires. On y trouve encore une grande cour quadrangulaire. Un donjon, haut de 4 niveaux, date du XIe siècle.